# Калоусек, Мирослав
Мирослав Калоусек (чеш. Miroslav Kalousek; род. 17 декабря 1960 года, Табор, Чехословакия) — чешский политик, экономист, основатель партии ТОП 09. С 1998 года по 2021 год был депутатом Палаты депутатов Парламента Чехии. Был министром финансов в правительствах Мирека Тополанека и Петра Нечаса. Был председателем партии KDU-ČSL (2003—2006) и председателем партии ТОП 09 с 2015 по 2017 год.
До прихода в политику работал чиновником в правительстве Чешской республики, был главой советников заместителя председателя правительства ЧСФР и заместителем министра обороны Чехии.

## Биография

### Юность
Мирослав Калоусек родился 17 декабря 1960 года в Таборе. В 1984 году закончил Высшую школу химической технологии в Праге и получил звание инженера. Позднее он признался, что ему разрешили учиться в университете благодаря членству в молодежной коммунистической организации «Социалистический союз молодежи» (чеш. Socialistický svaz mládeže). С 1984 года по 1990 год работал технологом и клерком инвестиционного отдела производственной компании «Mitas Praha n.p». Был пресс-секретарём Гражданского форума.

### Начало карьеры
В 1984 году вступил в Чехословацкую народную партию (ČSL) и оставался членом этой партии вплоть до 2009 года, когда перешёл в TOP 09. С 1990 года он работал в государственном аппарате, в 1990-1992 годах работал в аппарате правительства Чехии в качестве советника заместитителя премьер-министра Чехии по вопросам экономических преобразований. С июля 1992 года он работал в аппарате правительства ЧСФР в качестве главы департамента советников заместителя премьер-министра ЧСФР.
Во время трансформации хозяйственных отношений собственности в Чехии Калоусек представлял правительство Чехии на нескольких руководящих должностях в экономической сфере. В 1993-1998 годах он занимал должность заместителя министра обороны Чешской Республики, отвечая за финансовое управление министерством, военную реструктуризацию и управление военными контрактами.

### Вхождение в политику
В 1998 году Калоусек на парламентских выборах был избран депутатом Палаты депутатов Парламента Чехии. Был членом экономического комитета парламента, комитета по обороне и безопасности парламента, был членом постоянной комиссии по контролю за деятельностью военной разведки парламента Чешской Республики. В период с 1999 года по 2001 год был заместителем председателя KDU-ČSL. В период с 2000 по 2002 год был членом комиссии по расследованию и председателем парламентской комиссии по расследованию взаимодействия государства с банком IPB.
На парламентских выборах в 2002 году был переизбран депутатом и стал председателем бюджетного комитета парламента. Он ушел в отставку в 2005 году после того, как против его жены было возбуждено уголовное дело за неуплату налога на наследство. Позднее неуплата не подтвердилась. Сам Калоусек заявил, что подача заявления о неуплате налога на наследство в отношении его жены является сфабрикованной ложью, которая могла еще сильнее подорвать и без того пошатнувшееся доверие общества к политике: «В связи с этим я ухожу в отставку с должности председателя бюджетного комитета Палаты депутатов парламента Чешской Республики. Я воспринимаю этот шаг как необходимый вклад в политическую культуру нашей страны. Я приму меры к виновным в клевете и ложных обвинениях. Я убежден, что политическая культура также включает в себя предположение о том, что клевета и ложные обвинения не могут осуществляться безнаказанно» (чеш. Rezignuji proto na funkci předsedy rozpočtového výboru Poslanecké sněmovny Parlamentu České republiky. Činím tento krok jako nezbytný vklad k politické kultuře naší země. Proti původcům pomluv a křivých obvinění budu postupovat právní cestou. Jsem totiž přesvědčen, že k politické kultuře patří i předpoklad, že pomluvy a křivá obvinění nelze realizovat beztrestně). По словам чешского политолога Богумила Долежала, это был лишь эффектный ход, целью которого было показать тогдашнему премьер-министру Станиславу Гроссу, что, в отличие от него, Калоусек моральный политик и что поэтому Гросс должен уйти в отставку с поста премьер-министра. Другие же рассудили, что если бы Калоусек действительно сделал это, стремясь повысить политическую культуру в стране, он бы ушёл в отставку и с других своих должностей, например, с поста депутата или должности председателя партии.

### Председатель KDU-ČSL
В 2003 году на партийном съезде в Остраве, Мирослав Калоусек был избран председателем партии. Спустя два года, он был переизбран председателем партии на партийном съезде в Пльзни. Под его руководством партия получила 12,5% распределенных мандатов на региональных выборах в 2004 году, что было на одну шестую больше, чем на прошлых выборах. Партия также добилась успеха на первых выборах в Чехии в Европарламент, где получила два мандата.
После тупиковой ситуации, после прошедших выборов в 2006 году, Мирослав Калоусек вёл переговоры, пытаясь сформировать правительство вместе с ODS и Партией зеленых. В августе 2006 года, председатель ČSSD Иржи Пароубек публично предложил KDU-ČSL участие в правительстве меньшинства при поддержке KSČM. Перед выборами 2006 года партия пообещала своим избирателям, что не будет в правительстве, в котором будет KSČM, или которое будет поддерживаться коммунистами. В связи со сложной политической ситуацией, Мирослав Калоусек с одобрения президиума партии, начал обсуждать предложение социал-демократов войти в состав правительства. Пароубек пообещал партии, среди прочего, небольшое снижение налогов, отмену спорной поправки к закону о церкви, ратификацию договора с Ватиканом и чистую пропорциональную избирательную систему, тем самым, частично выполнив большинство программных пунктов KDU-ČSL.
Некоторые районные, краевые и городские организации партии, отдельные сенаторы и депутаты протестовали против участия партии в таком правительстве. Общегосударственный комитет партии завершил переговоры о правительстве, а Мирослав Калоусек подал в отставку с поста председателя партии. Некоторые заместители председателя партии также подали в отставку.
Позже Калоусек заметил, что это был всего лишь трюк, которым он хотел предотвратить создание большой коалиции ČSSD и ODS.

### После ухода с поста председателя KDU-ČSL
После ухода с поста председателя партии Мирослав Калоусек остался обычным членом партии. На муниципальных выборах в 2006 году он был избран муниципальным депутатом городского собрания города Бехине. В период с 2007 по 2009 год занимал должность министра финансов во втором правительстве Мирека Тополанка. До января 2007 года занимал должность заместителя председателя бюджетного комитета, а также входил в состав контрольного комитета Палаты депутатов. Министерство финансов во главе с Калоуском подготовило государственный бюджет на 2008 год с дефицитом в 19,37 миллиардов крон, что стало самым низким дефицитом с 1997 года. Он также оказался ниже благодаря тому, что по сравнению с предыдущими годами, Калоусек, включил деньги из резервных фондов в размере десятков миллиардов крон в доходы государственного бюджета. Он сделал то же самое в 2009 году. Первоначально запланированный дефицит в 38,1 млрд на 2009 год не удалось покрыть из-за спада в экономике, вызванного мировым экономическим кризисом, и бюджет имел дефицит в 192,39 млрд крон. Это был рекордный дефицит государственного бюджета в истории Чехии до 2020 года. Во время председательства Чехии в Совете ЕС (с января по май 2009 года) он был главой Совета ЕС по экономическим и финансовым вопросам.

### Создание TOP 09
За пять месяцев до внеочередных парламентских выборов в 2009 году (позднее их проведение было отменено Конституционным судом) планировал создание новой партии. Идеологией новой партии должен был быть правый консерватизм. Условием создания партии, была поддержка со стороны Карла Шварценберга. В ноябре 2009 года, на учредительном съезде партии ТОР 09, Мирослав Калоусек был избран первым заместителем председателя партии. На парламентских выборах 2010 года он был лидером партии в Среднечешском крае.
В октябре 2009 года в СМИ появилась информация, что крупнейший спонсор партии ведёт судебные тяжбу с государством на сумму более 70 миллионов крон с 2005 года. Предприниматель из Брно Душан Новотны пожертвовал партии 11 миллионов крон. Компания Orgapol, в которой работал Душан Новотны, требовал от министерства финансов возмещения ущерба, который должен был быть причинен при начислении налога налоговой инспекцией. Компания подала иск в то время, когда Калоусек был министром финансов. По словам Новотного, пожертвование для TOP 09 не имело никакого отношения к судебной тяжбе, и заявил, что у него нет причин финансово связывать политиков. Сам же Мирослав Калоусек заявил, что если бы существовала целенаправленная связь между ним, как министром финансов, и Душаном Новотны, то министерству было бы проще решить всё внесудебным урегулированием и заплатить требуемую сумму.

### Правительство Нечаса
После успешных для партии парламентских выборов TOP 09 заключила коалицию с ODS и Дела общественные и вошла в правительство Петра Нечаса. В новом правительстве Мирослав Калоусек стал министром финансов.
В марте 2011 года Калоусек вступил в конфликт с министром обороны Александром Вондрой из-за коррупционного скандала с компанией ProMoPro. В январе 2011 года министерство финансов подало заявление на возбуждение уголовного дела в связи с якобы подозрительным заказом, который без конкурса получила от государства компания ProMoPro во время председательства Чехии в Совете ЕС в 2009 году. Контракт был передан компании правительственным отделом на председательства Чехии, которым в то время руководил Вондра. По данным минфина, было непонятно, что государство получило взамен за половину платежей ProMoPro во время председательства. Часть примерно полумиллиарда чешских крон якобы была направлена на подозрительные счета в Австрии. В феврале 2011 года отдел полиции по борьбе с коррупцией возбудил уголовное дело в связи с возможным нарушением служебных обязанностей при управлении иностранной собственностью.
Летом 2012 года возникли подозрения, что в связи с расследованием закупки самолетов CASA C-295 по завышенной цене и преследованием Власты Паркановой, Мирослав Калоусек якобы звонил следователю полиции, а затем главе полиции, якобы угрожая им обоим. Калоусек эти подозрения отвергал.

## Оценка

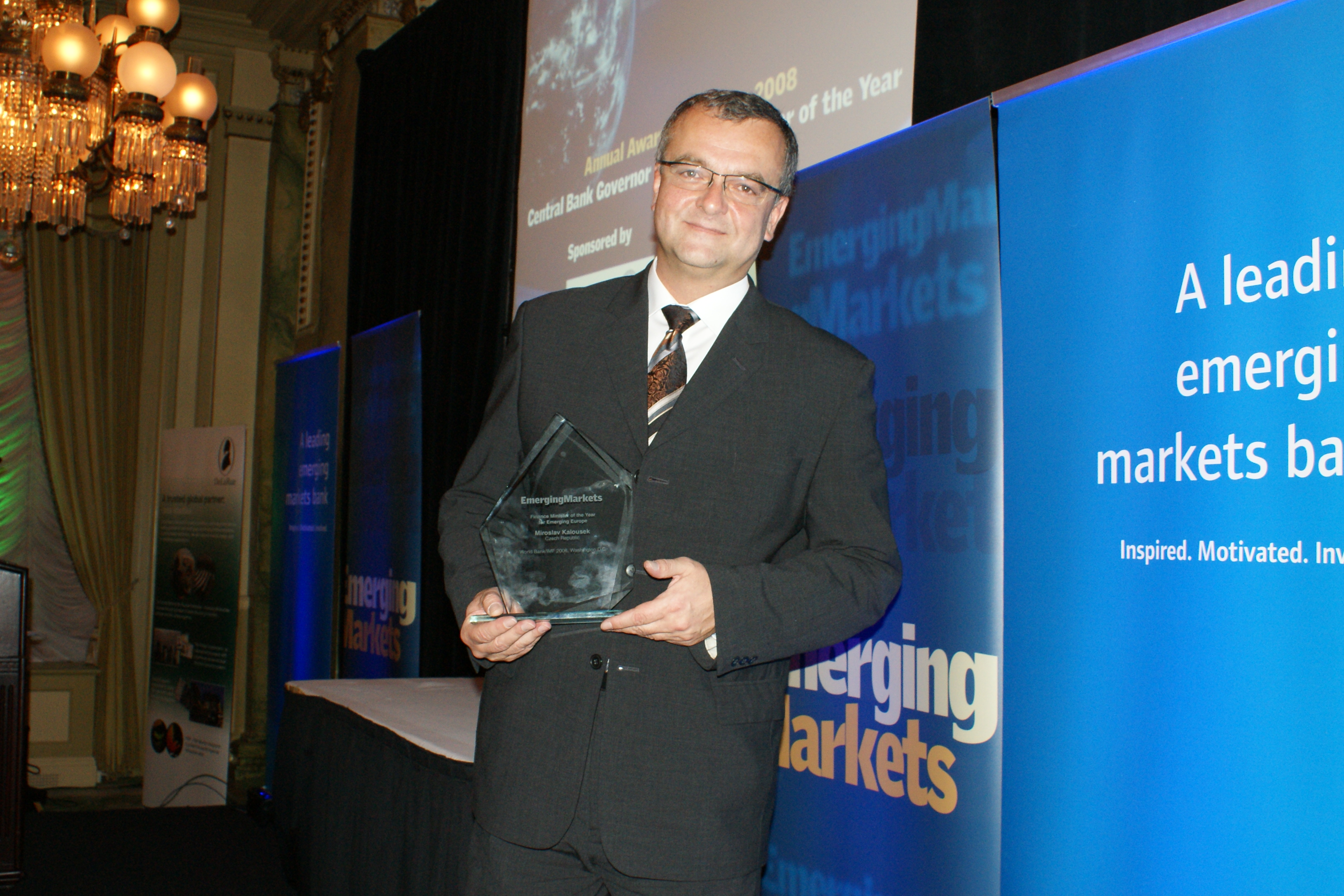
Награда журнала Emerging Markets

В 2008 году международный журнал Emerging Markets объявили Мирослава Калоуска «Министром финансов года в области развивающихся европейских экономик». Журнал ежегодно оценивает развитие государственных финансов в странах Европы с формирующимся рынком и в развивающихся странах. Он оценивает продвижение реформ, ведущих к стабильности и устойчивости государственных бюджетов. Награды присуждаются на основании голосов аналитиков, банкиров, представителей финансовых институтов и других экспертов.
В 2011 году журнал Emerging Markets вновь объявил Мирослава Калоуска «Министром финансов года в области развивающихся европейских экономик».
В рейтинге министров финансов Европейского Союза за 2012 год, по данным Financial Times, Мирослав Калоусек занимал первое место с точки зрения достоверности или надёжности. В общем рейтинге он занял 11 позиции в рейтинге, а в 2011 году занимал восьмую строчку общего рейтинга.
В марте 2020 года городское собрание города Касеёвице проголосовало за предоставление почётного гражданства Мирославу Калоуску. Почётное гражданство ему присвоено за заслуги перед развитием города и вручено 6 мая 2022 года.